# Landkreis Dillingen an der Donau
Landkreis Dillingen an der Donau, eller Landkreis Dillingen a.d.Donau, er en landkreis i den nordlige del af  Regierungsbezirks Schwaben i den tyske delstat Bayern. Nabokreise er mod nord Landkreis Donau-Ries, mod øst og sydøst  Landkreis Augsburg, i sydvest Landkreis Günzburg og mod vest Landkreis Heidenheim i Baden-Württemberg.

## Geografi
Landkreisens område er præget af floden  Donau, som fra sydvest mod nordøst, løber gennem området på en strækning af 27 km og  danner en flodslette med skove. Der er talrige menneskeskabte søer i området.  Syd for floden ligger landskabet Donauried der på grund af flodregulering i  det 19. århundrede ofte er oversvømmet. I dag er det eng- og græsningsområder der grænser op til et frugtbart agerland. Længere mod syd ligger et bakkeland omkring  Zusamdalen, som hører til Naturpark Augsburg-Westliche Wälder.  Zusam er en lille biflod til  Donau, der munder ud fra højre ved Donauwörth .
På Donaus venstre bred er der i den nordlige del af Landkreis Dillingen udløbere fra  Schwäbischen Alb.

## Byer og kommuner
Kreisen havde 96021  indbyggere pr.  2018-12-31

| Byer 1. Dillingen an der Donau, administrationsby (18978) 2. Gundelfingen an der Donau (7796) 3. Höchstädt an der Donau (6756) 4. Lauingen (Donau) (11000) 5. Wertingen (9294) Købsteder (markt) 1. Aislingen (1299) 2. Bissingen (3650) 3. Wittislingen (2415) Kommuner 1. Bachhagel (2213) 2. Bächingen an der Brenz (1332) 3. Binswangen (1356) 4. Blindheim (1693) 5. Buttenwiesen (5936) 6. Finningen (1710) 7. Glött (1105) 8. Haunsheim (1592) 9. Holzheim (3660) 10. Laugna (1577) 11. Lutzingen (994) 12. Medlingen (1021) 13. Mödingen (1304) 14. Schwenningen (1406) 15. Syrgenstein (3721) 16. Villenbach (1271) 17. Ziertheim (1004) 18. Zöschingen (729) 19. Zusamaltheim (1209) |

Verwaltungsgemeinschafte
1. Gundelfingen a.d.Donau
(Byen Gundelfingen a.d.Donau og kommunerne Bächingen a.d.Brenz, Haunsheim og Medlingen)
2. Höchstädt a.d.Donau
(Byen Höchstädt a.d.Donau og kommunerne Blindheim, Finningen, Lutzingen og Schwenningen)
3. Holzheim
(Markt Aislingen og kommunerne Glött og Holzheim)
4. Syrgenstein
(Kommunerne Bachhagel, Syrgenstein og Zöschingen)
5. Wertingen
(Byen Wertingen og kommunerne Binswangen, Laugna, Villenbach og Zusamaltheim)
6. Wittislingen
(Markt Wittlisingen og kommunerne Mödingen og Ziertheim)